# パーレンカ
パーレンカ(Pálenka)は、チェコ共和国やスロバキアにおいて、蒸留酒全般を指す言葉であるが、特にフルーツブランデーを指すことが多い。しばしば、ウォッカ、ジン、ボロビチカを含むリキュール全般を指す語としても用いられる。「燃やす、蒸留する」を意味するスロバキア語の動詞*palitiに由来する。
似た言葉として、ハンガリーやルーマニアではパーリンカと呼ばれる。バルカン半島全域のラキヤと比較されることもある。モラヴィア及びスロバキアで最も伝統のあるパーレンカには、スリヴォヴィッツ、ボロビチカ、ハルシュコヴィツァ等がある。また、パーレンカの中で非常に特徴的なものには、ラズベリー、ブルーベリー、ブラックベリー、クランベリー等、森の野生のベリー類を発酵させ、蒸留したものがある。セイヨウサンシュユを蒸留したw:Drienkovicaは、スロバキアの元大統領のルドルフ・シュステルにより有名になった。
かつて人気のあったものには、セイヨウナナカマドから作るjeřabinkaや、ウォッカから作りスターアニスやその他のスパイスで風味を付け、蜂蜜で甘みを付けたkontušovkaがある。後者は、第一次世界大戦前には極めて人気が高く、ヤロスラフ・ハシェクやジークムント・フロイトの著作でも大きく取り上げられている。
この言葉は、ルーマニアのバナトの村にあるチェコ語話者の少数民族コミュニティを題材としてマチェイ・ホラヴァが2014年に文学賞を受賞した小説のタイトルとなった。